# Federação Maranhense de Basquetebol
A Federação Maranhense de Basquetebol (FMB) é uma entidade do basquetebol do Maranhão. É filiada a Confederação Brasileira de Basketball

## História
A Federação Maranhense de Basquetebol foi fundada no dia 8 de maio de 1950, tendo como seus principais idealizadores CÉSAR ALEXANDRE ABOUD, RUBEM TEIXEIRA GOULART e RONALD DA SILVA CARVALHO. Falando incialmente de Ronald da Silva Carvalho, advogado, que por mais de 20 anos foi diretor da antiga Escola Técnica Federal do Maranhão, foi um grande jogador de basquete. Temos relatos que em 1939, fundou a Associação Atlética do curso de Direito (1951), que ao longo dos anos se transformaria na atual Federação Atlética Maranhense de Esportes - FAME. Ronald da Silva Carvalho também foi membro do Conselho Regional de Desportos do Maranhão (CRD-MA) e do Tribunal de Justiça Desportiva (TJD) da Federação Maranhense de Futebol-FMF.
Outro importante personagem foi RUBEM TEIXEIRA GOULART, prof. de Educação Física, considerado um dos melhores jogadores de Basquetebol do Maranhão, praticava também o Voleibol, o Atletismo e o Pugilismo. Um dos pioneiros da Educação Física no Maranhão, ingressou na Escola Nacional de Educação Física em 1940, junto com José Rosa e Rinaldi Maia.
Ao regressar ao Maranhão, foi contratado como professor da Escola Técnica Federal do Maranhão, depois CEFET-MA e hoje IFMA. Além da Educação Física, foi um dos pioneiros do ensino da natação, dando aulas no Clube Jaguarema, Grêmio Lítero Recreativo Português e Casino Maranhense. Rubem Teixeira Goulart foi professor do Colégio Batista e diretor de vários   Departamentos de Educação Física no Maranhão. O primeiro Presidente da FMB, Federação Maranhense de Basquetebol, foi CÉSAR ALEXANDRE ABOUD. Cesar Aboud, antes de ser presidente da FMB, presidiu o Moto Clube de São Luís (fundado em 1932) uma de suas maiores paixões, tendo sido seu presidente por 15 anos, onde criou o departamento de Basquetebol,  campeão em 1946.